# Space station No. 9
Space station No. 9 è un EP del duo di musica elettronica giapponese Capsule, pubblicato il 2 febbraio 2005.
Il singolo omonimo anticipa l'album Nexus-2060, distribuito una settimana dopo, ovvero il 9 febbraio.

## Videoclip
Il video del singolo Space station No. 9 è stato realizzato con la collaborazione dello Studio Kajino e la regia di Yoshiyuki Momose.
È infatti un anime nello stile dello Studio Ghibli, molto simile nella grafica ai due corti Ghiblies e Ghiblies Episode 2 (anche se più elaborato), diretto dallo stesso regista Yoshiyuki Momose.
È il secondo videoclip d'animazione realizzato per i Capsule, dopo quello per Portable Airport e prima di Flying City Plan.

## Tracce
1. Space station No. 9 – 4:13
2. A.I. Automatic Infection – 3:14
3. Beautiful hour – 7:49
4. Happy life generator – 4:59